# Edition suhrkamp

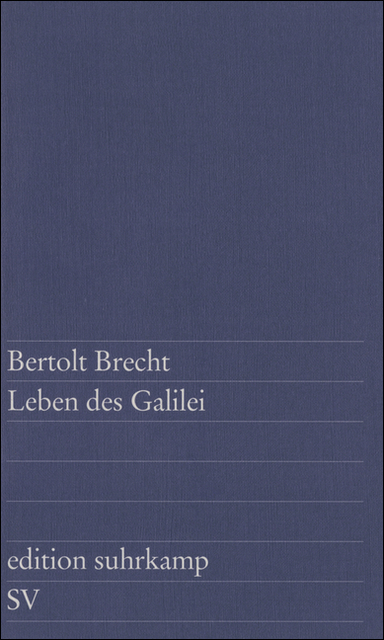
Band 1 der edition suhrkamp

Die edition suhrkamp (es) ist eine Buchreihe des Suhrkamp Verlages im Taschenbuchformat. Seit Mai 1963 erscheinen in ihr jährlich 48 Erstausgaben – bis Anfang 2022 insgesamt weit mehr als 2500 Bände – sowohl literarischer als auch essayistischer Natur. Die anfangs von Siegfried Unseld herausgegebene edition suhrkamp bestimmte insbesondere in den 1960er- und 1970er-Jahren den gesellschaftlichen Diskurs mit. Die Reihe ist zudem durch ihr von Willy Fleckhaus geschaffenes Reihendesign in Spektralfarben bekannt.

## Geschichte
Am 2. Mai 1963 erschienen die ersten 20 Bände der anfangs von Siegfried Unseld herausgegebenen edition suhrkamp. Das Projekt, inhaltlich hochwertige, anspruchsvolle Erstausgaben als Taschenbuch zu veröffentlichen, war nicht unumstritten. Unter anderen Max Frisch und Hans Magnus Enzensberger rieten Unseld von diesem Vorhaben ab – Frisch bemerkte in einem Brief: „Suhrkamp in Leinen, Suhrkamp in Dosen, Suhrkamp als Brotaufstrich.“
Die 1963 preislich mit 3 DM günstigen Bücher waren jedoch durchaus erfolgreich, über 41 Millionen Exemplare wurden seither in der edition suhrkamp verkauft. Weiterhin werden jährlich 48 neue Bände veröffentlicht – vier pro Monat.
Band 1 – das aufklärerische Stück von Bert Brecht: Leben des Galilei – kann als programmatische Ankündigung verstanden werden. Laut Unseld sollte sich die es vorwiegend an Studenten richten, um „(…) ihnen die neue deutsche Literatur, Übersetzungen und theoretische Texte in Büchern zu niedrigen Preisen zugänglich zu machen. Von Anfang an steht fest, dass die edition suhrkamp sich den Luxus und die Leidenschaft einer Linie, also eines klar erkennbaren Konzeptes, leistet.“
Während in den ersten Jahren die literarischen Texte deutlich überwogen, verschob sich in der zweiten Hälfte der 1960er Jahre das Verhältnis zugunsten der „Theorie“; „Anfang der 1970er Jahre hat sich das Anfangsverhältnis von Literatur- und Theorietiteln zugunsten der theoretischen Bände umgekehrt.“
Vereinzelt wurden in der es auch Periodika veröffentlicht, darunter das Brecht-Jahrbuch der Internationalen Brecht-Gesellschaft mit den Jahrgängen 1974 bis 1980, die Friedensanalysen, von denen zwischen 1975 und 1992 27 Nummern erschienen (trotz des Untertitels Vierteljahresschrift für Erziehung, Politik und Wissenschaft eher unregelmäßig) und die von Wilhelm Heitmeyer von 2002 bis 2012 herausgegebene Reihe Deutsche Zustände. Außerdem erschienen innerhalb der es wiederholt Unterreihen ohne eigene Zählung, zum Beispiel die ab 1983 von Hans-Ulrich Wehler herausgegebene Neue Historische Bibliothek.
Jürgen Habermas schrieb 16 Jahre später rückblickend, im Vorwort des 1000. Bandes: „Die e.s. repräsentiert mit einer gewissen Überprägnanz einen Zug der intellektuellen Entwicklung, von dem man sagen kann, daß er im Nachkriegsdeutschland dominiert hat: ich meine den dezidierten Anschluß an Aufklärung, Humanismus, bürgerlich radikales Denken, an die Avantgarden des 19. Jahrhunderts – die ästhetischen wie die politischen.“
In der edition suhrkamp erscheinen sowohl literarische Werke als auch theoretische Essays und Poetikvorlesungen. Von 1963 bis 1979, bis inklusive des 1000. Bandes, war der Lektor Günther Busch Redakteur der Reihe. Nach dem 1000. Band der es im September 1979 startete im Mai 1980 die Neue Folge der edition suhrkamp – wieder mit 20 Bänden. Ebenfalls 1980 übernahm Raimund Fellinger, seit 1979 Lektor im Suhrkamp Verlag, die Herausgabe der es; von 2002 bis 2006 wurde die Reihe von Alexander Roesler betreut. Seit dem Frühjahr 2007 ist Heinrich Geiselberger für das Programm der es zuständig.
Besonders in den 1960er und 1970er Jahren hatte die es eine Vormachtstellung im „linksintellektuellen Milieu“ inne und war ein wesentliches Medium im gesellschaftlichen Diskurs dieser Zeit. Sie ist – wenn auch nicht mehr in diesem Ausmaß – weiterhin bedeutsam, was sich auch in den zahlreichen, zum 40. Jahrestag erschienen Texten widerspiegelt.
Von Mai bis Juli 2010 betrieb der Verlag in der Berliner Linienstraße ein „Edition-Suhrkamp-Laden“ als Pop-up-Store. Dort las unter anderem der Suhrkamp-Autor Rainald Goetz. Der Buchgestalter, Designer und Autor Carsten Wolff hielt einen Vortrag über die grafische Entwicklung der edition suhrkamp und über die Gestaltung von Willy Fleckhaus. Die Bücher der Reihe wurden in Regalen des Möbeldesigners, Konzeptkünstlers und Suhrkamp-Nova-Autors Rafael Horzon ausgestellt.

## Gestaltung
Mit der edition suhrkamp auf das Engste verbunden ist der Name Willy Fleckhaus. Siegfried Unseld lernte ihn 1959 kennen und beauftragte ihn – nach dem Tod von Peter Suhrkamp – mit der Neugestaltung der Umschläge für die Bibliothek Suhrkamp. Die typografische Klarheit und Strenge – die Baskerville in einem einheitlichen Schriftgrad für Autor, Titel und Reihenbezeichnung, ein Band teilt die Fläche des gesamten Umschlags – sorgte in der Öffentlichkeit für Aufsehen. Unseld hatte den Buchgestalter für seinen Verlag gefunden. Beide sollten in den kommenden 30 Jahren jene kongeniale Verbindung eingehen, über die Fleckhaus 1973 in einem Vortrag in Basel sagte: „Erfolg als Buchgestalter kann man nur haben, wenn man mit einem guten Verleger zusammengeht.“
1962 führte Unseld erste Gespräche mit Fleckhaus und stellte ihm seine Idee vor „(…) eine Reihe für jene deutschsprachigen literarischen Autoren zu schaffen, deren Texte auf eine neue, junge Leserschicht zielten und die für ein neues Demokratiebewußtsein werben wollten; (…)“. Unselds Idee war es, jeder einzelnen literarischen Gattung – Roman, Lyrik, Drama, Essay – eine bestimmte Farbe zuzuweisen. Fleckhaus brachte zum nächsten Treffen seine definierten Gattungsfarben mit, eine Farbpalette aus 48 Farben des Sonnenspektrums. Blautöne waren für die Epik vorgesehen, Rottöne bis Orange für Dramen. Diese Zuordnung hätte allerdings, bei der unterschiedlichen Erscheinungsweise der Bände, ein „endloses Band, das sich wieder schließt“ nicht möglich gemacht. Die Bände mussten unabhängig von ihrer Gattungszugehörigkeit nacheinander die Farben des Lichtspektrums erhalten. So sollte es sein.
Monatlich erscheinen vier Bände, im Jahr 48. War das Lichtband geschlossen, ging es mit Band 49 wieder von vorne los. „Ich weiß von Buchhändlern, die diese Bibliothek komplett besitzen möchten. Statt Frisch oder Beckett kauft man zwei Grüne, um die Lücke daheim zu stopfen. Mancher kauft auch ein Meter Buch oder zwei. Frisch, Beckett und der Verleger sehen dies gewiß nicht ungern.“
Mitarbeiter und Verlagsvertreter waren von diesen poppigen, ostereierfarbenen Umschlägen anfangs überhaupt nicht begeistert, Unseld stieß auf größten Widerstand. Die Farbe Suhrkamps sei das seriöse Grau und auch die neue Reihe solle in Grau erscheinen, hieß es im Verlag. Wie Unseld dieses Problem im eigenen Hause löste, ist ein Meisterstück seiner Verlagsführung. Die edition suhrkamp erhielt einen Schutzumschlag um den Kartoneinband. Der Karton war Grau, die Umschläge folgten dem definierten Farbspektrum. „Bis Band 354 wurde so verfahren, jedem Band wurde ein Umschlag beigegeben. Dann war aber auch jedem klargeworden, daß die ursprüngliche Konzeption die richtige war.“
Das auffallend Neue und Moderne an der es war sicherlich ihre Farbgebung, doch die typografische Gestaltung war auch ein Ausdruck von Modernität in den frühen 1960er-Jahren: Alle Bände der es wurden in einer einzigen Schrift und einem einzigen Schriftgrad gesetzt, der Garamond in 2 Cicero (24 pt) für Autor, Titel, Untertitel, Verlagsname und Verlagskürzel. Alle typografischen Elemente wurden linksbündig von unten auf dem Umschlag aufgebaut, die einzelnen Zeilen wurden in der Regel durch acht dünne Linien voneinander getrennt. Mit dem Band 1000 wurde das Konzept von Fleckhaus selbst dahingehend geändert, dass der Text an den Kopf des Buches wanderte und zentriert wurde, wobei der Titel in einer größeren Type hervorgehoben wurde.

## Autoren
Die ersten, am 2. Mai 1963 ausgelieferten 20 Bände der edition suhrkamp:
1. Bertolt Brecht: Leben des Galilei
2. Hermann Hesse: Späte Prosa
3. Samuel Beckett: Warten auf Godot
4. Max Frisch: Don Juan oder die Liebe zur Geometrie
5. Günter Eich: Die Brandung vor Setúbal / Das Jahr Lazertis
6. Ernst Penzoldt: Zugänge
7. Peter Weiss: Das Gespräch der drei Gehenden
8. T.S. Eliot: Mord im Dom
9. Bertolt Brecht: Gedichte und Lieder aus Stücken
10. Theodor W. Adorno: Eingriffe
11. Ernst Bloch: Tübinger Einleitung in die Philosophie 1
12. Ludwig Wittgenstein: Tractatus logico-philosophicus
13. Wolfgang Hildesheimer: Die Verspätung
14. Heinar Kipphardt: Der Hund des Generals
15. Dieter Waldmann: Atlantis
16. Martin Walser: Eiche und Angora. Eine deutsche Chronik
17. Walter Benjamin: Städtebilder
18. Nelly Sachs: Ausgewählte Gedichte
19. Hans Erich Nossack: Der Untergang
20. Hans Magnus Enzensberger: Gedichte / Entstehung eines Gedichts

## Ausstellungen
Die edition suhrkamp in Ausstellungen und Sammlungen:
- Fleckhaus Now! Designforum. Das Designforum FLECKHAUS NOW! pflegt das weltweit umfassendste Archiv des Werks und bietet zeitgenössischen Gestaltern ein Forum, das die Prinzipien von Fleckhaus’ Gestaltung – Reduktion/Kontrast/Sinnlichkeit – in der Gegenwart fortführt.
- System Design. Über 100 Jahre Chaos im Alltag. Museum für Angewandte Kunst Köln, 20. Januar bis 7. Juni 2015.
- Willy Fleckhaus. Design – Revolte – Regenbogen. Museum für angewandte Kunst Köln, 26. August bis 11. Dezember 2016.
- Willy Fleckhaus. Design – Revolte – Regenbogen. Museum für Kunst und Gewerbe Hamburg, 20. Januar bis 7. Mai 2017.
- Willy Fleckhaus. Design – Revolte – Regenbogen. Museum Villa Stuck München, 1. Juni bis 10. September 2017.
- Wir suchen den Regenbogen. Das Landesmuseum für Kunst und Kulturgeschichte Oldenburg sucht für seine Design-Sammlung die Bände 1 bis 48 der edition suhrkamp zur Vervollständigung ihres „Regenbogens“. Abgerufen am 6. Juni 2020.
- Museum of Modern Art, New York.